# Ебоні ТБ
Е́боні ТБ (англ. Ebony TV, араб. إبوني تي في) — телебачення  Південного Судану, що веде цілодобове мовлення арабською мовою через супутник Atlantic Bird 2. Тематичні передачі про політичні події, культуру і музику Південного Судану, документальні фільми, південносуданські кліпи та передачі для молоді («Рукн-ш-Шабаб», араб. ركن الشباب). Телеканал відрізняється об'єктивністю й неупередженим висвітленням подій, надаючи ефірний час усім представникам народностей Південного Судану (у тому числі і мусульманській меншині) та виступає за мирне співіснування з Хартумом.
Ебоні ТБ почав перше тестове мовлення в 2009 році, а починаючи з 2011 року працює в робочому режимі. Студія знаходиться в адміністративному центрі (столиці) Південного Судану місті Джуба. Трансляція Ебоні ТВ здійснюєтся через супутник Atlantic Bird 2 at 8,0 ° W на частоті 11595 MHz, вертикальна поляризація, швидкість символів 27500 для країн  Близького Сходу .